# 滙豐

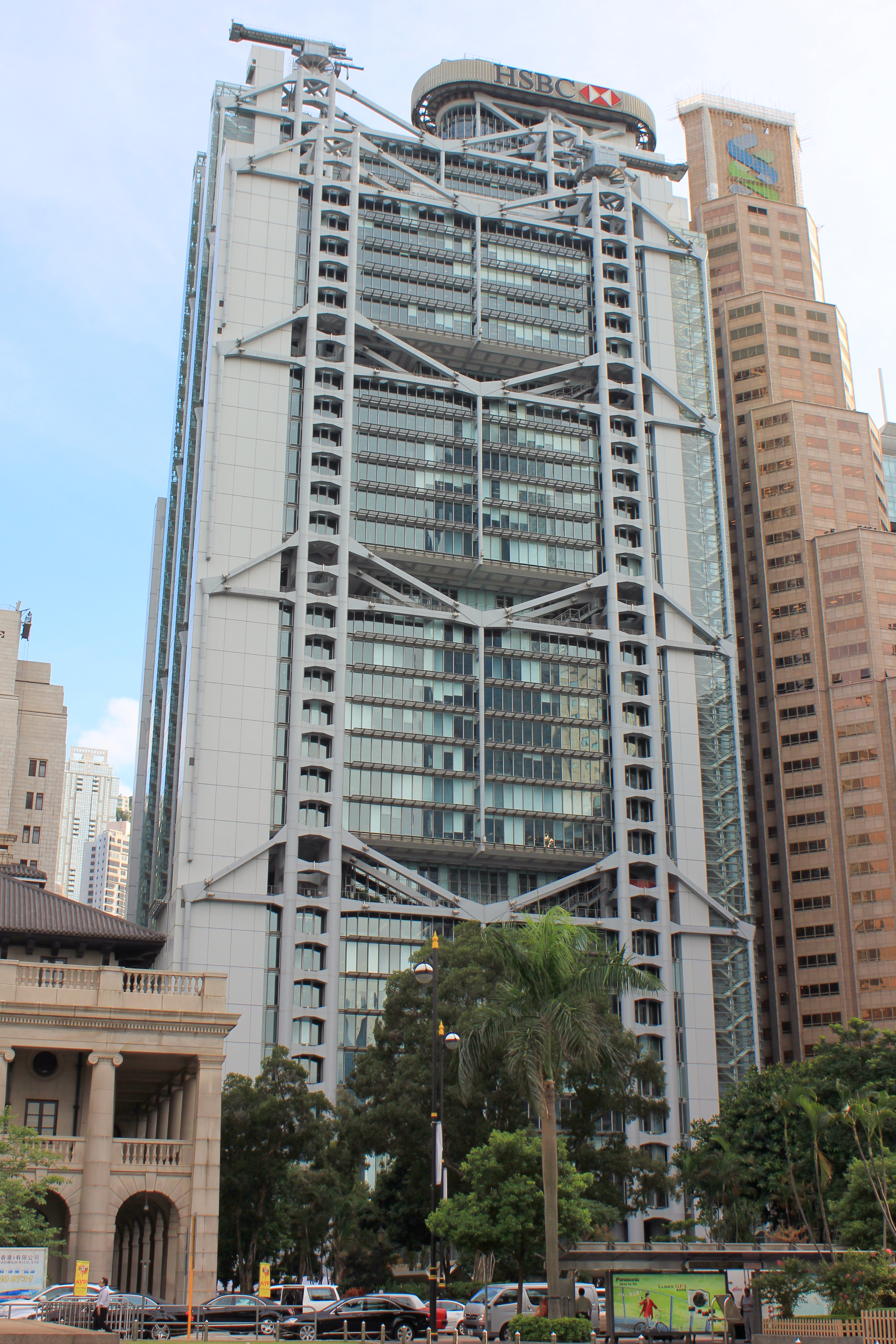
香港滙豐總行大廈

滙豐控股有限公司（HSBC Holdings plc）為滙豐集團（HSBC Group）的控股公司，總部設於英国伦敦，為規模最大的歐系銀行，滙控1991年才正式成立，但旗下滙豐銀行已有超過160年的歷史。滙豐是全球規模最大的銀行及金融服務機構之一，於2018年5月20日，市值高達1980億美元。滙豐業務根基深厚，國際網絡遍及全球六大區域，在歐洲、香港、亞太地區、中東、北美洲和拉丁美洲的64國家和地區設有約4000個辦事處，其金融服務客戶超過五千萬名。

滙豐銀行在全球經營工商金融業務部（Commercial Banking）、環球銀行及資本市場業務部（Global Banking and Markets）和財富管理及個人銀行業務部（Wealth and Personal Banking）三大業務。 其名字源於1865年於香港創立的創始成員——香港上海滙豐銀行有限公司（The Hongkong and Shanghai Banking Corporation Limited，簡稱HSBC、HongkongBank）。最初是為在遠東的英國公司提供金融服務，現在已經發展成跨國金融機構，70%以上的營業額來自英國以外地區。 

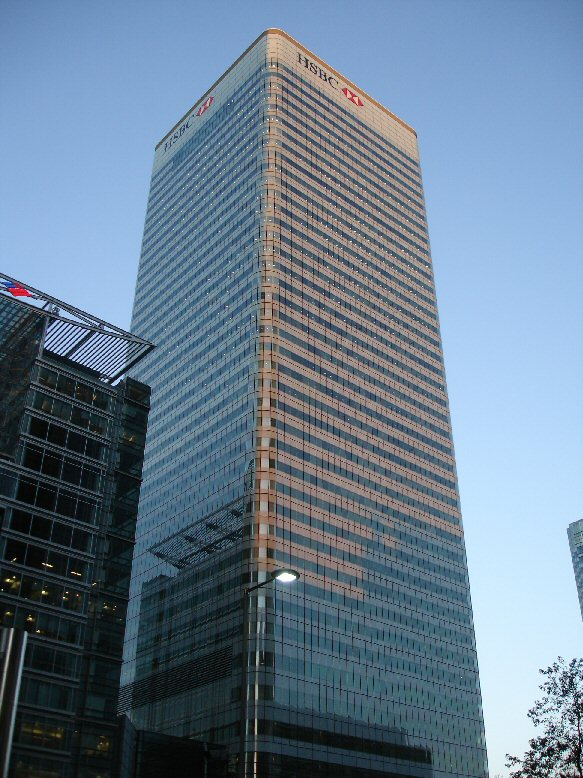
倫敦滙豐大廈為滙豐集團及英國滙豐的總部

香港上海滙豐銀行在香港獲金融管理局授權發行港元紙幣，與渣打銀行及中國銀行（香港）同為港元發鈔銀行。

## 歷史

### 滙豐集團創始成員－香港上海滙豐銀行的成立
滙豐集團是由香港上海滙豐銀行經多年擴展而成。香港上海滙豐銀行於1865年3月在香港開業，同年於上海及倫敦開設分行，又在三藩市設立代理行，其成立归功于香港洋行的權力劃分结果。
1864年7月，位於孟買的英國商人計劃創立以香港為基地的中國皇家銀行，發行3萬股，每股200印度盧比，但只計劃向香港及中國內地的商人配售5000股，引起香港洋行不滿。同年7月28日，鐵行輪船公司監事湯馬士·修打蘭（或譯蘇石蘭，Thomas Sutherland）和寶順洋行牽頭，在報刊上宣布成立一間由香港擁有的銀行。
香港上海滙豐銀行創辦時，資本額共500萬港元，共2萬股，每股250港元，1866年每股又對拆，變成4萬股，每股125元。1864年成立的臨時委員會，共有15人組成，委員會主席由寶順洋行代表喬姆利、成員有鐵行輪船公司的修打蘭、瓊記洋行的赫德、孻乜洋行的麥克萊恩、香港巨富道格拉斯·拉潑來克、禪臣洋行的尺德、太平洋行的萊曼、費禮查洋行的史密脫、沙宣洋行的亞瑟·沙宣、公易洋行的羅伯特·布蘭特、廣南洋行的巴朗其、搬鳥洋行的威廉·亞當遜、畢洋行的赫蘭特、順章洋行的臘斯頓其·屯其蕭，以及法律顧問波拉德。這些人包括了英國、美國、德國、丹麥、猶太及印度帕西族，但在隨後歲月各股東退出，滙豐已經由英國人所控制。
1865年3月2日，臨時委員會改組成董事局，3月3日正式開業，總部設在中環皇后大道中1號沙宣洋行所持有的域多利大廈，1866年8月14日，香港上海滙豐銀行條例獲香港政府及英國財政部批准通過，滙豐註冊為有限責任公司，並獲授權發行香港鈔票。
初期的滙豐集團乃透過香港上海滙豐銀行開設分行而在世界各地擴展業務，直到第二次世界大戰之後，滙豐的業務集中於香港，而中國內地的分行於1949年起相繼關閉，海外業務亦未如理想，發展空間大受限制下，於1950年代開始成立或者收購附屬公司。

### 香港上海滙豐銀行的集團形式運作
香港上海滙豐銀行在端納（Michael Turner）的帶領下，於1953年開始實行以集團形式運作。
首先於1955年在美國加州成立集團首間附屬公司－加州香港上海滙豐銀行。
1959年，滙豐收購有利銀行及中東英格蘭銀行，這是滙豐集團的第一宗收購。
1965年，滙豐收購恒生銀行的控制性股權。
1972年，滙豐成立獲多利有限公司（即滙豐投資銀行控股有限公司前身）。
1980年，滙豐入股美國海豐銀行（Marine Midland Bank），並在1987年成為滙豐的全資附屬公司。
1981年，滙豐收購赤道控股有限公司（Equator Holdings Limited）的控制性股權；同年滙豐收購蘇格蘭皇家銀行失敗；據說，收購失敗原因，部分是當時香港的銀行監管未符合英國標準，以及滙豐本身在香港的特殊地位所致。這也是滙豐後來積極淡出準央行的原因之一，但對於收購英國大型銀行的興趣未有減退。
1987年，滙豐入股英國米特蘭銀行（Midland Bank），透過合作協議，滙豐和米特蘭互相轉撥業務。

### 淡出香港，邁向國際化
1987年7月15日，與金融事務科簽訂「新會計安排」。
根據協定，滙豐須在外匯基金開設一個港元賬戶，並在此賬戶保持餘額，其數量不得少於銀行體系所有其他銀行結算戶口總凈額；戶口內的貸款餘額不計利息，若餘額降至結算凈額以下，滙豐須就此差額向外匯基金支付利息；外匯基金可酌情使用該戶口，結算其與滙豐及其他持牌銀行所進行的港元交易。
1989年8月22日，滙豐銀行宣布了兩項重要改革措施：其一是修訂長期沿用的滙豐銀行條例；其二是根據公司法重新註冊，並改名為香港上海滙豐銀行有限公司（The Hong Kong Shanghai Banking Corporation Ltd.）。
由於滙豐有「準中央銀行」的角色，被同業視為享有特權，而這個問題使滙豐在海外發展時遇到不少麻煩。因此，滙豐決定對滙豐銀行條例作出若干修訂，使之現代化，令香港公司法適用於滙豐，從而進一步擺脫「準中央銀行」的形象，為滙豐的國際化戰略掃除障礙。
當時，滙豐董事會主席浦偉士表示：「歷史遺留下來的事實屬異常而不符合現代化做法，雖然滙豐持有不同看法，但不時有人認為此種做法令滙豐享有特殊或特權地位，滙豐亦同意此種情況過時而令人混淆，因此必須修例而達致現代化。」
根據當時的滙豐銀行條例，滙豐的總部必須設在香港，滙豐若要進行任何重大改組，需要立法局批准，這對滙豐不利。滙豐希望以淡出準央行、放棄特權，換取對銀行日後發展的更大自由，以適應九七的轉變。
1990年12月，滙豐突然宣布暫時擱置全面收購米特蘭銀行。滙豐並未明言暫時擱置的原因。不過，一般分析認為，當時，滙豐在美國和澳洲的業務都出現嚴重虧損，而米特蘭銀行面對的困難更加嚴重，合併的時機並不成熟。此外，滙豐的集團結構可能也妨礙收購。因此，滙豐宣布結構重組，將控股公司遷往倫敦，為日後的收購創造條件。

### 滙豐控股的成立
1990年12月17日，香港上海滙豐銀行宣佈進行結構重組，包括：
1. 成立一間集團控股公司，名為滙豐控股有限公司，並將香港上海滙豐銀行倫敦分行升格為滙豐控股的註冊辦事處。
2. 滙豐銀行股份轉移到滙豐控股名下，滙豐控股再發行新股，以4股滙豐銀行股票換成1股滙豐控股股票，並將原發行股縮減3/4，以便日後在海外上市。
3. 滙豐控股股份取代滙豐銀行股份後，分別在香港及倫敦的證券交易所上市。
4. 滙豐控股在英國註冊，但以香港為集團總管理處。
5. 香港上海滙豐銀行為滙豐控股的全資附屬公司，在香港的註冊維持不變，以便香港業務的發展。

當年滙豐集團遷冊英国、成立滙豐控股，但集團總管理處當初仍然设在香港的策略是基於香港主權移交的不明朗政治因素。透过這個策略，使滙豐既可以避過香港主權移交可能产生的风险，又可以使滙豐所有收放及资本增值不受英国税制和税率的影响，有利于滙豐继续获取丰厚的利润。这样，滙豐集團就处于一种「进退自如」的位置。

### 1991年至2000年
1992年7月，滙豐控股收購米特蘭銀行餘下的股份，正式取得其業務，拓展歐洲市場。但根據英國監管當局的規定，所有倫敦上市公司的總管理處需要位於當地，使到滙豐集團總管理處在1993年1月由香港遷往倫敦。滙豐控股有限公司的主要監管機構為英倫銀行，但旗下附屬公司仍繼續受經營所在地的有關當局監管。位於倫敦的滙豐集團總管理處只會提供主要的中央職能，例如策略規劃、人力資源管理、法律及公司秘書服務、財務計劃及監控等。1998年，滙豐宣佈在倫敦東區金絲雀碼頭興建新總部大廈，以容納原本分散於倫敦市金融區內不同地方的滙豐集團總管理處各部門，該大廈於2002年啟用，2003年4月正式開幕，同時亦是英國滙豐銀行總行的所在地。
1998年11月，滙豐集團宣布統一品牌，差不多所有業務地區的附屬公司均採用滙豐品牌和六角形標誌，而香港上海滙豐銀行個別在亞太地區以外的辦事處亦納入採用滙豐品牌的當地附屬公司網絡（例如香港上海滙豐銀行部分在英國的分行納入英國滙豐銀行的網絡）。統一集團品牌可以加深世界各地客戶、股東及員工對集團和其信念的認識，亦有助滙豐在世界各地以同一集團形象推出新產品與服務。滙豐控股亦在1999年在紐約證券交易所上市、進行股份拆細，把每一股拆為三股及股票面值由英鎊改為美元折算。2000年因收購法國商業銀行取代法國商業銀行於巴黎證券交易所的上市地位。自2002年起，滙豐以「環球金融　地方智慧」（The world's local bank）作為集團口號，強調集團在眾多市場中均擁有豐富經驗，並且透徹了解世界各地的文化特色。2004年因收購百慕達銀行取代百慕達銀行於百慕達證券交易所的上市地位。
依照慣例，滙豐控股每隔3年會就集團總管理處的地點作出檢討。不過在2006年10月，有報導指滙豐集團總管理處有可能會遷離倫敦，有分析員表示因爲香港自主權移交後不明朗因素已經消除，局勢穩定，不排除會重返香港，因為英國稅率遠較香港高，徵稅範圍及稅種亦較香港闊和多，使滙豐控股需要負擔高昂的稅項，每年滙豐控股向英國政府支付的稅項高達4億英鎊。除了香港之外，有英國報章指出滙豐集團總管理處可能會遷往愛爾蘭，但滙豐發言人隨即否認。而滙豐控股行政總裁紀勤表示，英國在地理上佔優，能迅速聯絡各地業務網絡，對現時的集團總管理處感到相當滿意。

### 2001年至2010年
2003年10月11日，巴西滙豐斥資8.15億美元（約63.57億港元）收購萊斯銀行巴西消費融資業務Losango。2004年7月12日滙豐以7.63億英鎊（110億港元），購入英國馬莎集團旗下的馬莎零售金融服務（MSRF）全部股權，作價相等於MSRF現時資產淨值1.56倍。成為英國3大發卡行之一，
2004年1月1日，滙豐控股（005）宣布，旗下美國滙豐銀行（HSBC Bank USA）將出售本身的貼現服務（與貿易相關的銀行業務）予美國CIT Group Inc.，作價及協議條款未有透露。不過，據滙豐提交予美國證監會的文件顯示，未計算承擔債務前，有關服務資產值約為10億美元（78億港元），淨資產則約為2.7億美元（約21.06億元）。
2005年12月，美國滙豐融資以16億美元完成收購Metris Companies Inc.（「Metris」）。滙豐現已成為美國MasterCard及Visa卡的第五大發卡機構。
2005年12月29日，滙豐控股旗下滙豐銀行以1730萬美元（1.35億港元）現金入股越南科技及商業股份銀行10%股份。
2007年2月，滙豐控股首度發出盈利警告，董事會主席葛霖表示，原因是旗下的滙豐融資在策略上出現錯誤，葛霖指出滙豐融資發展按揭業務，這個並非核心業務，但滙豐控股無意出售滙豐融資。這是滙豐集團成立140年以來首度發出的盈利警告。
2007年3月5日，Canara Bank、滙豐保險集團（亞太）與印度東方商業銀行（Orient Bank of Commerce，簡稱「OBC」） 在印度合作成立一間人壽保險公司。根據建議中的協議，Canara Bank將持有新公司的51%股權，而滙豐和OBC則分別持有26%和23%股權。新公司之法定資本為32.5億印度盧比（約7,300萬美元）。
2007年，滙豐控股旗下滙豐銀行以3,370萬美元增持越南科技及商業股份銀行持股比例由10%提高至15%。
2007年11月26日，滙豐控股宣布，重組該集團旗下兩項結構投資工具（SIV）Cullinan Finance Limited和Asscher Finance Limited。預料2008年8月前將提供最高約350億美元的流動資金和定期融資並將這兩只SIV持有的總額450億美元的抵押貸款證券和其他資產計入自己的資產負債表。
2007年12月14日，中央存款保險公司正式宣布，香港上海滙豐銀行收購中華商業銀行，使香港上海滙豐銀行在台灣的分行數目由8家增至47家。
2008年6月17日，滙豐以4.39億美元把旗下在英國的信用卡收單業務的51%股權，賣給世界最大型交易處理商之一Global Payments，並成立一間名為「HSBC Merchant Services」的合營企業，2009年6月12日滙控以3.077億美元的價格向合作伙伴Global Payments，悉售所持HSBC Merchant Services共49%股权。
2008年9月19日，滙豐控股宣布有鑒於國際信用危機削減了資產價值，放棄以63.17億美元（約493億港元）收購韓國外換銀行51.02%股權的計劃。同日滙豐以以15.68億元披索（約1.45億美元），悉售於墨西哥消費信貸機構Financiera Independencia的18.68%股權。
2008年10月21日，滙豐控股宣布透過附屬機構HSBC亞太控股以內部現金6.075億美元，收購印尼最大工商銀行之一PT Bank Ekonomi Raharja Tbk（「Bank Ekonomi」）88.89%股權，交易完成後，滙豐將在印尼的24座城市，擁有190個網點，成為繼渣打銀行和花旗集團之後的第三大外資銀行。
2009年3月2日，滙豐控股結束旗下美國滙豐融資以HFC及Beneficial為品牌消費貸款業務，並會集中全力縮減有抵押及無抵押房地產組合，分別涉及未償還結欠額為460億美元及160億美元。同時亦會繼續縮減汽車融資及其他無抵押個人貸款業務，合共1004億美元資產組合，共剩下與信用卡相關之消費貸款業務組合466億美元。絕大部分分行在履行對客戶的承諾後，亦將關閉，並裁減6100人，每年節省7億美元成本。
2009年3月2日，滙豐控股將按每十二股供五股比例，供股價每股254便士，折合為每股28.1港元，發行5,060,239,065億股新普通股，集資淨額125億英鎊（177億美元、1384億港元），同日公佈2008年度業績，純利按年倒退70%至57.28億美元，創2002年度以來新低，跌幅打破歷來記錄，每股盈利減少至47美分，第四季股息僅派10美分。稅前盈利亦減少61.6%，至93.07億美元。
2009年3月9日，滙控股價於收市競價時段完結前，仍以37.5元承盤，較上個交易日下跌14%，就在完結前十秒，股價由37.3元一口價「賣」低逾10％，足足挫4.3元以每股33元收市，單日跌幅擴大至24%。滙豐亞太區行政總裁霍嘉治翌日透露，股價異動相信是市場莊家或對沖基金質低股價。
2009年9月25日，滙控宣布，集團的總裁辦公室於2010年2月1日由倫敦調回香港，以便加強發展亞太市場。
2009年10月5日，滙控以3.3億美元的現金，將該公司紐約第五大道452號總部售予以色列IDB集團旗下兩家附屬公司Koor Industries及Property and Building，出售物業後，滙豐將租用上述物業單位，租約期為10年。IDB首年將獲得4500萬美元（約3.5億港元）租金收入，同期的營運開支合共1850萬美元。買家是以色列大型集團IDB Holding旗下地產公司，10月4日宣布與滙豐達成協議，以3.3億美元購入滙豐位於美國紐約市中心的大樓組合，包括位於第五大道452號、29層高的滙豐大廈及位於39街西1號、樓高11層的大樓，共86.5萬平方呎。
2009年10月23日，旗下滙豐保險增持越南保險公司Bao Viet（BV）的股權，由10%增加至18%，涉資1.0053億美元（約8.21億港元）。
2009年10月28日，滙豐控股與交通銀行將現有的中國信用卡合作業務轉入新的合資公司。滙豐控股與交通銀行擬在太平洋信用卡（Pacific Credit Card）合作協議的基礎上﹐組建一家新合資公司﹐名為交通銀行滙豐太平洋信用卡有限公司（Bank of Communications & HSBC Pacific Credit Card Company Limited）﹐預計初始註冊資本為人民幣25億元（約合3.68億美元）。交通銀行將向合資公司注資人民幣20億元﹐持股80%。滙豐控股將注資人民幣11.58億元﹐持股20%。出資額已包含相應股本的溢價人民幣6.58億元。
2009年11月11日，滙豐融資以9.04億美元（約70.5億港元）出售旗下汽車融資貸款管理部門及10億美元貸款結欠額予西班牙桑坦德銀行Santander Consumer USA Inc。
2009年11月14日，滙豐控股以7.725億英鎊（13億美元，8億6440萬歐元，101億港元）的價格，將倫敦總部出售給韓國國家退休基金（NPS），交易全部以現金完成。這座位於倫敦泰晤士河畔金絲雀碼頭的滙控總部，樓高44層，是英國第2高的建築物。交易完成后，滙控將以每年4600萬英鎊的價格，向新業主租回總部大樓，為期17年半。
2009年12月18日，滙豐控股以包括達信母公司威達信集團合共1.35億英鎊（約16.94億港元）的股份及現金代價，將英國第9大保險經紀公司滙豐保險經紀公司出售予保險經紀和風險管理公司──達信（Marsh）。
2009年12月21日，滙豐控股以4億歐元（約44.51億港元），出售法國總部，包括位於巴黎香榭麗舍大道103號及rue Vernet 15號兩座大樓，合共35.7萬方呎予法國基金French Properties Management，并計劃于出售后的未來9年租回該物業。滙控先後放售倫敦、紐約及法國總部物業，合共套現約167億港元。
2009年12月25日，滙豐控股向附屬公司墨西哥滙豐（Grupo Financiero HSBC）注資62.9億墨西哥比索，相當於4.875億美元（約38億港元）。
2010年2月20日，美國滙豐以1.71億美元作價，將持有富國滙豐貿易銀行的20％普通股股權，及100％的優先股股權出售予富國銀行，及後滙豐將自行拓展區內業務。富國滙豐貿易銀行為滙豐與富國銀行於1995年成立的合資公司，主要在美國18州中型企業提供貿易融資服務。
2010年3月24日，香港上海滙豐銀行與太古地產簽訂了一項租約﹐承租太古地產的廣州太古滙商業地產項目76.6萬平方呎樓面面積，這相當於是該項目辦公樓總建筑面積的43%左右。該項目還包括商鋪部分。將於2012年投入使用。
2010年6月17日，香港上海滙豐銀行透過其全資子公司哈薩克滙豐銀行與蘇格蘭皇家銀行達成協議，以5,200萬美元（約4億港元）收購蘇格蘭皇家銀行在哈薩克的零售銀行資產，當中包括個人客戶貸款及信用卡組合、四間分行、八十個自動櫃員機及兩家支援辦事處。滙豐將繼續聘請490名現有職員。
2010年7月2日，滙豐控股透過其全資子公司香港上海滙豐銀行收購蘇格蘭皇家銀行在印度的零售及商業銀行業務。RBS在印度零售及商業銀行業務共有31間分行及110萬客戶關係，員工總數逾1800人。截至2010年3月底，RBS有關組合資產總值18億美元。
2010年10月19日起，停辦全球外幣現鈔供應業務，滙豐銀行是目前全球最大的外幣現鈔供應行，市場佔有率超過六成。
2010年8月27日，以3.42億美元出售面值43億美元美國汽車貸款組合桑坦德銀行。截至2010年6月底，有關汽車貸款組合總額為43億美元。
2010年9月8日，董事會主席葛霖（Stephen Green）將於年底前退任主席，擔任英國貿易及投資大臣。2010年10月15日滙豐控股放棄以80億美元收購南非第四大銀行Nedbank。
2010年10月20日，香港上海滙豐銀行以8.16億港元投得沙田石門安耀街、安群街與安麗街交界沙田市地段第433號的用地，年期為50年。該幅土地面積約為8,533平方米，指定作非住宅用途（不包括酒店、加油站及安老院）。最低及最高的樓面面積分別為25,599平方米及42,665平方米。
2010年11月4日，滙豐控股同意將旗下火車租賃業務Eversholt Rail Group出售給一個投資基金財團，交易價格為21億英鎊（264.8億港元）。該財團由3i基建、摩根士丹利旗下基建投資基金及Star Capital合組。滙豐控股1997年以7.27億英鎊（91.6億港元）購入該业務。
2010年12月1日，滙豐直接投資（亞洲）有限公司（HSBC Private Equity (Asia) Ltd.），公司已完成管理層收购，将重新命名为匯睿資本有限公司（Headland Capital Partners Ltd.，简称Headland）。管理層持有公司80.1%的股權，滙豐控股保留19.9%股權。目前所投资的包括永輝超市20.56%。

### 2011年至2019年
2011年4月12日，滙豐控股旗下附屬墨西哥滙豐以23.6億墨西哥披索（約15.4億港元，1.98亿美元）。出售退休基金管理业务HSBC Afore，SA de CV全部股權予信安金融集團。
2011年4月27日，滙豐宣佈停止在俄羅斯的零售銀行業務，把私人銀行業務縮減為一個辦事處，集中服務企業客戶。
2011年5月17日，滙豐控股將成為英傑華集團在英國和歐洲首選戰略合作夥伴。滙豐控股與英傑華集團在2007年簽署了一項五年期排他性一般保險分銷協議。該協議期限現延長至2016年。
2011年6月26日，滙豐控股旗下沙特阿拉伯的批發與投資銀行業務部門 HSBC Saudi Arabia將與SABB Securities Ltd.合併。SABB Securities是沙特英國銀行（The Saudi British Bank）旗下的全資證券與保管業務部門。合併後的公司名為HSBC Saudi Arabia Ltd.﹐滙豐控股和沙特英國銀行將分別持有該公司49%和51%的股份。然而﹐滙豐控股稱﹐合併後的合資公司的全部經營權將掌握在滙豐控股手中。
2011年7月19日，山東榮成滙豐村鎮銀行有限責任公司19日投入運作，揭開外資打入中國東部山東省農村市場的新一頁。
2011年7月31日，滙豐控股將把旗下位於美國的195家從事零售銀行業務的分行出售給First Niagara Financial Group Inc.（FNFG），作價9億美元現金。出售分行涉及客戶存款約150億美元，以及150億美元的總資產，包括貸款28億美元及43億美元管理資產。
2011年8月1日，滙豐控股也計劃出售英國、墨西哥及百慕達三項保險業務，同時把康乃迪克州和新澤西州分行合併至附近滙豐分行之中。
2011年8月10日，滙豐控股同意透過其間接全資附屬公司美國滙豐融資有限公司、美國滙豐有限公司、HSBC Technology and Services (USA) Inc.及其他全資聯屬機構，出售其在美國的卡及零售商戶業務（「該業務」，美國滙豐銀行的信用卡計劃除外）予Capital One Financial Corporation。交易價格313億美元，包括26億美元的溢價，稅後利潤24億美元。對於本次交易，第一資本將以現金和股票形式支付，滙控同意接受7.50億美元1,910萬股第一資本公司股份。於2011年6月30日，該業務資產總值為304億美元，包括296億美元的客戶貸款結欠總額。該業務截至2011年6月30日止半年度的未經審核除稅前及除稅後利潤分別為10億美元及6億美元。惟最終交易代價較早前公布的327億美元縮水14億美元（約109億港元）。代價調整主要因為信用卡業務的客戶貸款結欠總額有所縮減。此次出售的業務不包括美國滙豐銀行的12億美元信用卡計劃，其中有4億美元計劃在2012年第2季售於First Niagara。
2011年9月1日，轉讓總部在香港的貿易通電子貿易的8.1%權益，給全球大型成衣供應商之一港資聯業製衣（TAL Apparel），套現1,000萬美元。
2011年9月21日，加拿大滙豐銀行出售滙豐證券（加拿大）的全方位服務的投資諮詢業務，予National Bank of Canada的全資附屬，現金代價為2.06億加元。於8月31底，有關業務的總資產值為1.993億加元，根據業務管理資產為142億加元。
2011年11月11日，向旗下滙豐中國增資28億元人民幣，總額增加至108億元人民幣，為首家完成人民幣增資的外資銀行。
2011年12月21日，滙豐控股向瑞信及瑞信證券（日本）出售日本私人銀行業務。截至10月底止，日本私人銀行業務總資產約27億美元。
2011年12月28日，旗下馬爾他滙豐將出售當地信用卡業務予Global Payments子公司HSBC Merchant Services，作價約1447.6萬美元（約1.13億港元）。
2012年1月24日，將其在哥斯達黎加29家分行、薩爾瓦多57家和洪都拉斯50家，這些機構的總資產大約43億美元，貸款余額為25億美元出售給了哥倫比亞第三大銀行Banco Davivienda，交易價格為8.01億美元現金。
2012年1月26日，滙豐控股約1.12億美元將泰國的零售銀行和財富管理業務出售給Bank of Ayudhya PLC泰國大城銀行資料顯示，截至2011年12月底，滙豐有關泰國資產凈值為175億元泰銖，即折合約5.53億美元。
2012年3月7日，滙豐控股出售香港、新加坡、阿根廷和墨西哥的一般保險業務出售給法國安盛人壽集團（AXA Group）和澳大利亞QBE Insurance Group Ltd.（QBE.AU）﹐這些交易的現金總價值約為9.14億美元。
AXA安盛人壽以4.94億美元現金收購香港、新加坡和墨西哥的一般保險業務。
澳大利亞QBE Insurance（昆士蘭保險）以4.2億美元現金收購恆生銀行旗下子公司恆生財險（香港）有限公司和阿根廷一般保險業務。
2012年3月14日，滙豐控股132.6億港元每股5.63港元的價格認購23.6億股交通銀行H股，完成認購後，滙豐對該行的持股比例將不低於現下的19.03%。
2012年3月22日，滙豐融資撤出加拿大消費融資市場，因未能覓得買家，故將結束該業務，料當地於75家分行的500名員工將受影響。
2012年3月23日，出售中東的私人股票基金管理業務HPEME的80.1%股權，予Havenvest Partners Limited，涉340萬美元資產。
2012年3月27日，滙豐控股正逐步撤出斯洛伐克業務，預料於2012年第三季完成。
2012年3月29日，收購萊斯銀行於阿聯酋的零售及商業銀行，拓展滙豐中東業務。截至去年底，該業務的淨資產估值約7.69億美元，當中個人及商業客戶的人數約8,800人，而貸款額為5.73億美元。
2012年4月9日，出售私募股權公司Montagu Private Equity LLP 19.9%的股權出售予Montagu管理層成員間接擁有的公司MLLP Holdings Ltd.。管理超過47億歐元的資產。
2012年4月18日，旗下中東滙豐同意將旗下阿曼滙豐與阿曼第五大銀行阿曼國際銀行（OIB）合併，料於本季完成。中東滙豐將利用內部資源，額外注入9740萬美元到阿曼滙豐，然後才與OIB合併。合併後的銀行將被命名為滙豐阿曼銀行，中東滙豐將持有合營銀行51%股權。
2012年5月8日，旗下美國滙豐與按揭服務公司PHH Mortgage達成策略協議，由對方提供按揭申請處理及相關資產管理服務，滙豐支付費用。協議並不涉及交易作價及資產，債務擁有權仍歸滙豐。
2012年5月11日，以4億美元現金將旗下哥倫比亞、秘魯、烏拉圭和巴拉圭業務出售給哥倫比亞Banco GNB Sudameris SA。上述出售的業務包括62家分支機構和資產﹐截至2011年12月末﹐這些業務的總價值為44億美元。2014年4月1日滙豐向Banco GNB Sudameris出售其烏拉圭銀行業務的協議已終止，然而，該行在哥倫比亞、巴拉圭和秘魯的業務出售計劃順利進行，烏拉圭則以失敗告終。
2012年6月7日，出售希臘股票經紀子公司HSBC Securities SA給該公司現任董事總經理Nikos Pantelakis為首的一個投資者財團。被出售的業務截至4月底的總資產為3580萬歐元（約合4470萬美元）。
2012年6月28日，旗下附屬機構HSBC Iris Investments（Mauritius）將所持印度兩項非核心資產出售，包括Axis Bank之4.73%股權約1960萬股及Yes Bank的1680萬股4.74%權益，涉資合共243億元印度盧布（約33.2億港元），兩項交易涉及金額分別為Axis的188億盧布及Yes的55億盧布。
2012年7月9日，旗下歐洲滙豐（荷蘭）已與Catalina達成協議，向後者出售滙豐再保及愛爾蘭滙豐保險；截至今年3月底止，該兩項業務資產淨值約2.73億美元（約21.3億港元），滙豐摩納哥私人銀行已訂立協議，同意出售部分客戶帳戶組合，予法國興業銀行旗下全資附屬 Credit du Nord摩納哥分行，有關資產價值約為1.4億美元，
2012年7月9日，旗下汇丰中东（HSBC Bank Middle East Dubai）購入中東最大投資銀行EFG Hermes最少5%股權，滙控在是次交易以每股10.15埃及鎊購入該投行3230萬股，涉資約3.28億埃及鎊（約4.19億港元）。
2012年7月28日，香港滙豐銀行已訂立協議，出售信用卡合營Global Payments Asia-Pacific Limited (GPAP)44%權益予合營夥伴Global Payments Inc.，交易代價為2.42億美元（約18.87億港元）。
2012年7月31日，旗下HSBC Europe（Netherlands B.V.）已出售匈牙利附屬 HSBC Credit Zrt予Central-Fund Kockazati Tokealap。
HSBC Credit Zrt於6月底總資產為528萬美元，預期交易於8月6日完成。
2012年8月27日，滙控保險集團（亞太），將以約2200萬美元現金，向旗下合營韓國壽險企業Hana HSBC Life注資。注資後，滙控持有Hana HSBC Life之股權，仍維持50%減1股。
2012年8月28日，滙控（005）旗下毛里裘斯滙豐，將印度私人銀行Federal Bank4.98%股權、或850萬股出售。當中208萬股以每股401.25印度盧比出售，另642萬股則以每股405印度盧比出售，涉資總額約為34.347億印度盧比（約4.78億港元）。
2012年9月6日，將其在美國的兩項保險業務以總計1.81億美元的價格出售給總部位於百慕大的Enstar Group Ltd。Enstar將從滙豐的一家附屬公司手中收購特拉華州家庭人壽保險公司（Household Life Insurance Co of Delaware）和特拉華州滙豐保險公司（HSBC Insurance Co of Delawar）。美國的製造保險業務由滙控旗下的Household Insurance Group全資擁有。
2012年9月11日，旗下子公司滙豐中東（HBME）已簽訂協議，將巴基斯坦業務售予JS Bank，截至2012年六月底，滙豐中東在巴基斯坦合共擁有十間分行，總資產約6.35億美元。
2012年10月2日，旗下位於英國滙豐銀行出售物業管理公司Property Vision Holdings Limited全部股權，予Property Vision現時管理層成立的公司PV Acquisition Limited。截至2012年6月底止，該業務總資產720萬美元。
2012年10月26日，安聯人壽與滙豐集團達成交易協議，以0.18億美元（約新台幣五．二六億元）現金概括承受滙豐台灣分公司在台的業務。此外，安聯保險（新加坡）分公司將會支付現金1.005億美元，作為安聯集團旗下以獨家供應商形式，向滙豐集團旗下公司的台灣、印尼和馬來西亞客戶提供壽保險產品之特定代價。
2012年11月30日，滙控，收購蘇格蘭皇家銀行（RBS）印度零售銀行業務的交易告吹。滙控於公告中表示，原因為雙方於交易商討期限屆滿前，仍未達成共識。
2012年12月5日，滙豐控股以727.36億元港幣（約合583億人民幣，約93.85億美元），相當於每股59元全部出售所持的15.57%中國平安股權给泰國正大集團旗下的間接全資附屬公司同盈貿易有限公司、隆福集團有限公司、商發控股有限公司及易盛發展有限公司。
2012年12月9日，與哥倫比亞上市銀行集團Banco Davivienda S.A.，達成出售全資附屬機構滙豐巴拿馬銀行HSBC Bank (Panama)S.A的協議，現金作價為8.01億美元（約62.4億港元）
悉數售出其在哥斯達黎加，薩爾瓦多和洪都拉斯的銀行業務。
2012年12月11日，滙控同意支付19.2億美元，就美國的反洗錢調查進行和解。這是美國歷來洗錢案最高和解金額。12月20日滙豐控股公司全資附屬滙豐保險（亞太）與日本住友生命保險（Sumitomo Life Insurance Company）簽訂協議，向其出售越南保險公司Bao Viet全部18%股權，作價約3.4億美元。
2013年1月24日，滙豐控股出售希臘互惠基金業務HSBC (HELLAS) Mutual Funds Man-agement SA (HSBC AEDAK)的73%股權，予HSBC AEDAK總經理John Vezanis，
。John Vezanis持有HSBC AEDAK的27%股權。截至2012年止，HSBC AEDAK資產總值700萬歐元，HSBC AEDAK管理8個當地的互惠基金。
2013年2月20日，滙豐控股與哥倫比亞最大銀行Bancolombia SA達成協議，向其出售巴拿馬業務，交易涉資21億美元（約163.8億港元）
根據未經審核的財務資料，截至2012年9月底止，滙控旗下的巴拿馬業務擁有76億美元資產、57億美元負債及58億美元存款。
2013年3月1日，滙豐控股旗下HFC Bank及其附屬機構，向以美國食品集團Cargill為首所組成的投資財團盧森堡Sancopia Portfolios出售其有抵押貸款組合，但未有透露交易作價。截至2012年底，該組合資產總值約3.83億英鎊。
2013年3月5日，旗下美國滙豐融資將出售個人非抵押貸款及個人業主貸款組合予Fortress及Newcastle兩大投資集團，以及將貸款服務和倫敦相關資產售予SpringCastle。該批資產於去年底總值34億美元（約265億港元），現金作價32億美元。
2013年3月14日，將旗下滙豐人壽（歐洲）的投資保單，轉移到旗下另一間子公司馬耳他滙豐壽險（HLA），有關保單旗下管理資金達11億歐元。
2013年4月4日，滙豐控股間接全資附屬滙豐保險將新加坡的人壽保險及醫療保險業務售予AXA安盛人壽。截至2012年底止，有關資產總值約1930萬美元，折合約1.5億港元。
2013年4月4日，英國滙豐銀行出售其市場指數及數據整理服務供應商Quantitative Techniques（下稱QT）予Euromoney Trading Ltd。公告指交易將於今年內完成，但未有披露交易作價。
2013年4月11日，旗下間接全資附屬公司滙豐保險亞洲已簽訂協議，出售旗下澳門一般保險業務予昆士蘭保險集團（QBE）。截至2012年底，該業務總資產淨值約697萬元。
2013年4月29日，滙豐控股向韓亞金融集團出售手持的南韓壽險合資企業Hana HSBC Life50%減1股股權，預料交易最快可於5月10日完成
截至2012年12月底，Hana HSBC Life的總資產為2.745兆韓元（約193億港元，24.7億美元）。
2013年6月25日，旗下德國附屬汇丰特林考斯银行擬撤出盧森堡的銀行及基金管理業務，惟其他業務則不受影響。
滙豐控股撤出南韓零售市場。集團公佈，將於2013年7月8日起，關閉南韓的10間分行，並逐步退出當地的零售銀行業務及財富管理（RBWM）業務，裁減230名員工，未來南韓市場的業務重點為環球及資本市場（GBM）業務，故將會保留一間分行，以服務當地企業客戶。
2013年7月15日，滙控旗下德國經營商銀及投行業務的HSBC Trinkaus& Burkhardt，出售盧森堡兩附屬私人銀行業務HSBC Trinkaus & Burkhardt (International) SA及HSBC Trinkaus Investment Managers SA將出售其私人銀行業務及相關基金業務給予VP Bank Group。截至6月底止，出售的私人銀行旗下管理的資產約15億歐元（約20億美元），相關基金資產約7億歐元（約9億美元）。
2013年10月17日，滙豐控股（005）宣佈，將退出印度零售經紀業務，並於當地裁員300人，此舉反映該行正不斷將印度業務規模縮少。
2013年12月11日，滙豐控股旗下香港上海滙豐銀行已經簽訂協議，向西班牙桑坦德銀行。出售所持有的上海銀行8%股權，未有透露交易金額，Banco Santander, S.A.表示，預計交易總成本達4.7億歐元，約相當於50.5億港元。
2013年12月24日，滙豐控股旗下香港上海滙豐銀行內部轉讓10項物業，包括旺角滙豐大廈、尖沙咀滙豐大廈，以及多項山頂豪宅等物業，涉及金額高達204.95億元（港元，下同），全數已於土地註冊處登記，為近年最大金額的內部轉讓。該批物業的原業主為WAYHONG（BAHAMAS）LIMITED，登記地址為皇后大道中1號滙豐總行，新買家為THE HONGKONG AND SHANGHAI BANKING CORPORATION LIMITED。
2014年1月21日，滙豐控股旗下中東滙豐銀行出售約旦銀行業務予阿拉伯約旦投資銀行（AJIB）。截至2013年9月底，約旦銀行業務共有4間分行，總資產值約為12.03億美元（約94億港元）。
2014年2月26日，滙豐控股以1.76億美元現金出售哈薩克斯坦的分支銀行SB JSC HSBC Bank Kazakhstan給該國第二大銀行JSC Halyk Bank。
2014年12月10日，滙豐控股另類投資部門 HSBC Alternative Investments以2.241億英鎊（約27.23億港元）向英國最大商業地產商Land Securities收購兩個位於蘇格蘭的零售物業，當中包括蘇格蘭第二大的有蓋購物中心The Centre。
2015年3月24日，滙豐控股旗下因英國滙豐銀行應英國監管當局設立防火牆要求，購入英國中部伯明罕佔地21萬方呎物業，今年6月會開始作初部準備。2019年1月之前，將會有1000名員工搬入上址，作為新零售銀行及工商業務總部。零售銀行會變成獨立的法定機構，擁有自己的董事局，並且只可以在有充足的財政資源下才可向母公司派息。原屬英國滙豐銀行旗下、俗稱「炒房」的環球銀行及資本市場（GBM），分隔後將續留英國滙豐內，並與集團一樣駐紮倫敦。新分隔模式只限英國本土業務，不會影響海外（除非有新監管規定）集團現時在英國兩個零售品牌，包括總部位於切斯特（Chester）的馬莎銀行，及位於李斯特城（Leeds）的電話網上銀行First Direct，亦是以完全獨立品牌及經營路線運作。
2015年8月3日，滙豐控股以52億美元現金出售其在巴西的全部業務，包括巴西滙豐銀行及HSBC Servicos e Participacoes Ltda（巴西滙豐）給巴西第四大銀行Banco Bradesco，按2015年6月30日的賬目計算，交易作價為有形資產賬面值之1.8倍
巴西滙豐包括巴西滙豐銀行及HSBC Servicos e Participacoes Ltda，是巴西第六大銀行，於2015年6月30日，其資產總值約為540億美元，股東權益總額約為37億美元。巴西滙豐提供涵蓋所有銀行業務類別的全套產品，包括零售銀行、工商金融、環球銀行及資本市場以及私人銀行業務。巴西滙豐亦經營保險及消費金融業務，並擁有逾500萬客戶、約21,700名僱員及851家分行。
2016年滙豐成立滙豐新加坡銀行有限公司。此為新加坡本土注册之銀行。
2017年6月，越南科技及商業股份銀行以每股23.4仟盾向滙豐回賺1億7235萬庫藏股（相當於銀行正在流通的19.41%股票）。
2018年5月17日，沙特英國銀行以每0.485股換一股沙特荷蘭銀行相當於，每股16.3里雅，斥資186億里雅(約49.6億美元)收購沙特荷蘭銀行，二間公司合併后將成為沙地阿拉伯第三大銀行，總資產達780億美元。
2018年11月，披露易資料顯示，中國平安旗下中國平安資產管理已超越貝萊德，成為滙豐第一大股東，持股比例達7.01%，而貝萊德持股為6.95%。平安資管早前以平均價65.1153元掃入537.6萬股滙豐，總值約3.5億元，使其持股量由6.98%增至7.01%，總持股價值相當於929億港元。
2019年9月30日，貝萊德於場內以平均作價60.1484元增持逾7,557萬股滙控，增持後持有約14.84億股，持股比例由6.95%增至7.32%，重新超越平保成為滙豐第一大股東。
据2019年10月6日英国《金融时报》报道，汇丰银行计划全球裁员1万人以降低公司运营成本。据知情人透露，高薪职位会成为裁员的主要目标。这很难不被猜测和中美贸易战、宽松货币政策周期、香港市场的震动和英国脱欧等国际环境的不稳定相关。

### 2020年迄今
2020年4月1日，因應英國央行英倫銀行的要求，滙豐控股停止派息及回購。
2020年10月30日，滙豐控股計劃自願撤銷泛歐交易所（巴黎）上市，但不會影響法國業務。
2020年10月，滙豐承諾到 2050 年實現零排放，即到 2050 年不僅自己實現碳中和，而且只與碳中和客戶合作。它還承諾提供 7500 億至 10,000 億美元來幫助客戶實現轉型。它還承諾到 2030 年在他自己的業務中實現碳中和。
2021年5月，滙豐宣布將在 12 月起關閉 13 間馬來西亞分行，並透過數碼支援，專注投資為銀行的未來轉型。
2021年8月，滙豐宣布斥資 5.75 億美元收購 AXA 安盛新加坡業務，藉此擴大在當地的保險及財富管理業務。
2021年12月，滙豐宣布將以 4.25 億美元收購 L&T Finance Holdings Ltd 旗下的印度共同基金業務，致力於在亞洲建立財富管理業務。
2022年3月，滙豐成為首家進入 The Sandbox 的全球金融服務提供商。通過此合作，滙豐在 The Sandbox 中購買了虛擬土地進駐元宇宙，The Sandbox 計劃提供與全球金融服務和體育社區互動的機會。
2022年11月29日，滙豐控股宣布出售加拿大滙豐銀行個人和商業銀行業務和由加拿大滙豐發行並由滙豐持有之優先股及未償還後償債務给 加拿大皇家銀行，作價分別約8億美元為7億美元，即總作價達116億美元（約902億港元）。
2023年3月13日，滙豐控股宣布以1英鎊收購突然破產的矽谷銀行英國分行。

## 收購歷史

### 亞洲
1. 香港恒生銀行（62.14%，1965年香港股災時以5,100萬港元收購恒生51%股權）
2. 中国滙豐晉信基金管理有限公司（49%，2005年，中外合资）
3. 中国煙台銀行（20%，2008年，由恆生銀行購入）
4. 中国交通銀行（19.9%，2004年；2007年因在上海上市被攤薄至約18.6%；10月26日公佈於香港增持H股至19.15%；2010年因供股被攤薄至約19.03%）
5. 中国興業銀行（15.99%，2004年，由恆生銀行購入；2007年因上市被攤薄至約12.78%）已出售
6. 中国上海銀行（8%，2001年）持有3.3872億股，已出售
7. 中国广证恒生证券投资咨询有限公司（33%，2012年）
8. 中国滙豐前海證券公司51%（51%, 2017年; 2022年增持股權至90%）
9. 印度最大零售證券經紀商之一IL&FS Investsmart（現稱HSBC InvestDirect，93.86%，2008年）
10. 印度UTI Bank（14.62%，2004年；4.99%，2006年）已出售
11. 印度L&T金融控股旗下共同基金業務（2021年）4.25億美元
12. 印度尼西亞最大工商銀行之一PT Bank Ekonomi Raharja Tbk（88.89%股權，2008年）6.075億美元
13. Asset Management Technology (82.19%，2003年) 1,247 萬美元
14. Hana Life Insurance（50%，2007年）已出售
15. 马来西亚Alnery Sdn Bhd（62%，马来西亚财团公司）
16. 菲律賓建南菲商業國際銀行旗下的儲蓄銀行PCIB Savings Bank（2000年）
17. 西太平洋银行旗下澳洲及新西蘭的分託管業務 (2006年) 1.13億美元
18. 中華民國中租迪和集團全資擁有的台灣迪和公司（2007年）
19. 中華民國中華商業銀行（2007年）
20. 越南越南科技及商業股份銀行（10%，2005年；15%，2007年；20%，2008年）已出售
21. 越南BaoViet保險（10.31%，2007年；18%，2009年，由滙豐保險購入）已出售
22. 英国蘇格蘭皇家銀行旗下哈薩克業務（2010年）
23. 英国蘇格蘭皇家銀行旗下印度業務（2010年）
24. 新加坡AXA安盛旗下新加坡業務（2021年）5.75億美元

### 中東
1. 土耳其迪美亞銀行（2001年）
2. 伊拉克Dar Es Salaam Investment Bank（70.1%，2005年）
3. 阿曼國際銀行（51%，2012年）
4. 沙烏地阿拉伯沙特英國銀行 (31.0%)

### 歐洲
1. 馬爾他Mid-Med Bank plc（70.03%，1999年）
2. 法國法國商業銀行Crédit Commercial de France（99.99%，2001年），已於2024年出售零售銀行業務
3. 波蘭Polski Kredyt Bank SA（2004年）
4. 英国馬莎百貨旗下零售金融服務（2004年）
5. 美国矽谷銀行旗下英國分支(Silicon Valley Bank UK Limited)（2023年）

### 美洲
1. 加拿大卑詩銀行（英语：Bank of British Columbia）卑詩銀行（1986年），已於2024年出售
2. 英国加拿大萊斯銀行（1990年），已於2024年出售
3. 巴西巴馬蘭特銀行（1997年），已出售
4. 英国加拿大巴克萊銀行（1996年），已於2024年出售
5. 阿根廷羅伯士集團（1997年）
6. 英国加拿大國民西敏銀行（1998年），已於2024年出售
7. 美国利寶銀行集團（1999年）
8. 墨西哥国际银行金融集团（英语：Bital）（99.59%，2002年）
9. 美国美國滙豐融資（2003年）
10. 英国萊斯TSB銀行旗下巴西業務（2003年）
11. 百慕大滙豐銀行（2004年）
12. 美国Metris Companies Inc.（2005年）
13. 巴拿马Grupo Banistmo S.A.（99.98%，2006年）
14. 義大利意大利國家勞工銀行旗下阿根廷業務（2006年）
15. Banex（2007年）
16. 英国萊斯TSB銀行旗下巴拉圭業務（2007年）已於2012年出售

## 主要業務部門
滙豐控股的業務由三大業務組成: 工商金融业务部（Commercial Banking）、環球銀行及資本市場业务部（Global Banking and Markets）、財富管理及個人銀行业务部（Wealth and Personal Banking）。

### 工商金融业务部
工商金融业务部為中小企業等商務或公司客戶提供貸款、進出口及信用卡等全面公司銀行服務:
- 日常理財: 商業扣賬卡、商業綜合戶口、外匯、存款及投資服務、理財服務等
- 融資及信用卡: 出口服務、商業卡、商業貸款、應收賬融資、進口服務等
- 付款: 商業卡、國際及本地付款、應收賬款服務、支付服務等
- 保障及投資: 人壽保障、僱員福利及強積金、商業保險、單位信託基金、貿易相關保險等
- 進出口押匯服務: 出口服務、記賬、銀行擔保等

### 環球銀行及資本市場业务部
環球銀行及資本市場业务部為滙豐的投資銀行業務，主要是為各地政府機構、大型跨國企業及機構客戶提供融資、證券銷售及托管等方案。業務再分為兩部門：環球銀行业务部（Global Banking）和環球資本市場及證券服務（Markets and Securities Services）。

#### 環球銀行业务部
- 投資銀行（Investment Banking）：兼併收購顧問、股本市場、企业重组、槓桿及收購融資
- 企業銀行（Corporate Banking）：企業融資、項目融資
- 环球资金管理（Global Liquidity and Cash Management）：提供创新资金管理方案，以协助客户提高资金管理效率

#### 資本市場及證券服務部
- 環球資本市場（Global Markets）：銷售與交易固定收益證券、股票、金融衍生工具
- 證券服務（Securities Services）：證券托管與結算、基金會計與行政管理、證券借貸
- 證券研究（Global Research）：提供涵盖多个全球市场的宏观经济、外汇、股票以及固定收益领域的研究报告

### 財富管理及個人銀行业务部
滙豐於2020年宣布，将原零售银行及财富管理和環球私人銀行合并为新的环球业务——財富管理及個人銀行業務。
- 零售银行: 主要服務包括個人銀行與存款、個人貸款發放與管理（房屋貸款等）、信用卡發行與商戶管理、PayMe等
- 财富管理: 股票、單位信託基金、債券/ 存款證、結構投資產品、認股證及牛熊證、ESG投資等
- 資產管理
- 保险: 人壽保障、醫療保障、家居保障、旅遊保障及僱員褔利 (MPF/ORSO)等
- 環球私人銀行

## 營運

### 股份狀況
滙豐控股的股份在倫敦、香港、紐約及百慕達證券交易所掛牌買賣，股東大約有22萬名，來自全球120個國家和地區。當中在紐約證券交易所是以美國預託證券形式買賣。現時，滙豐控股屬於香港恒生指數及英國富時100指數成分股之一。
2020年11月2日，滙豐控股公布，因應對交易量、成本及行政要求的考慮，計劃從位於巴黎的泛歐交易所退市。

#### 主要股東持股比例
截至2025年3月20日，各主要股東持有滙豐控股之股份比例如下：

- 貝萊德 8.99%
- 中國平安旗下中國平安資產管理 7.98%
- 領航投資（Vanguard）5.6% [17]
- 其他股東 77.53%

### 總資產
- 歐洲：總資產13544.83億美元，客戶貸款（淨額）3970.9億美元，客戶存款達6677.69億美元
- 亞太區：總資產12617.07億美元，客戶貸款（淨額）4925.25億美元，客戶存款達7920.98億美元
- 中東及非洲（不包括沙特阿拉伯）：總資產709.74億美元，客戶貸款（淨額）263.75億美元，客戶存款達426.29億美元
- 北美：總資產3624.5億美元，客戶貸款（淨額）1087.17億美元，客戶存款達1785.65億美元
- 拉丁美洲：總資產466.02億美元，客戶貸款（淨額）211.07億美元，客戶存款達295.13億美元
- 滙豐內部項目：總資產1379.77億美元

截至2021年12月31日

## 世界各地的滙豐銀行及滙豐集團主要成員
（先以業務區域劃分，再按當地滙豐銀行創立年份排列）

### 大中华区

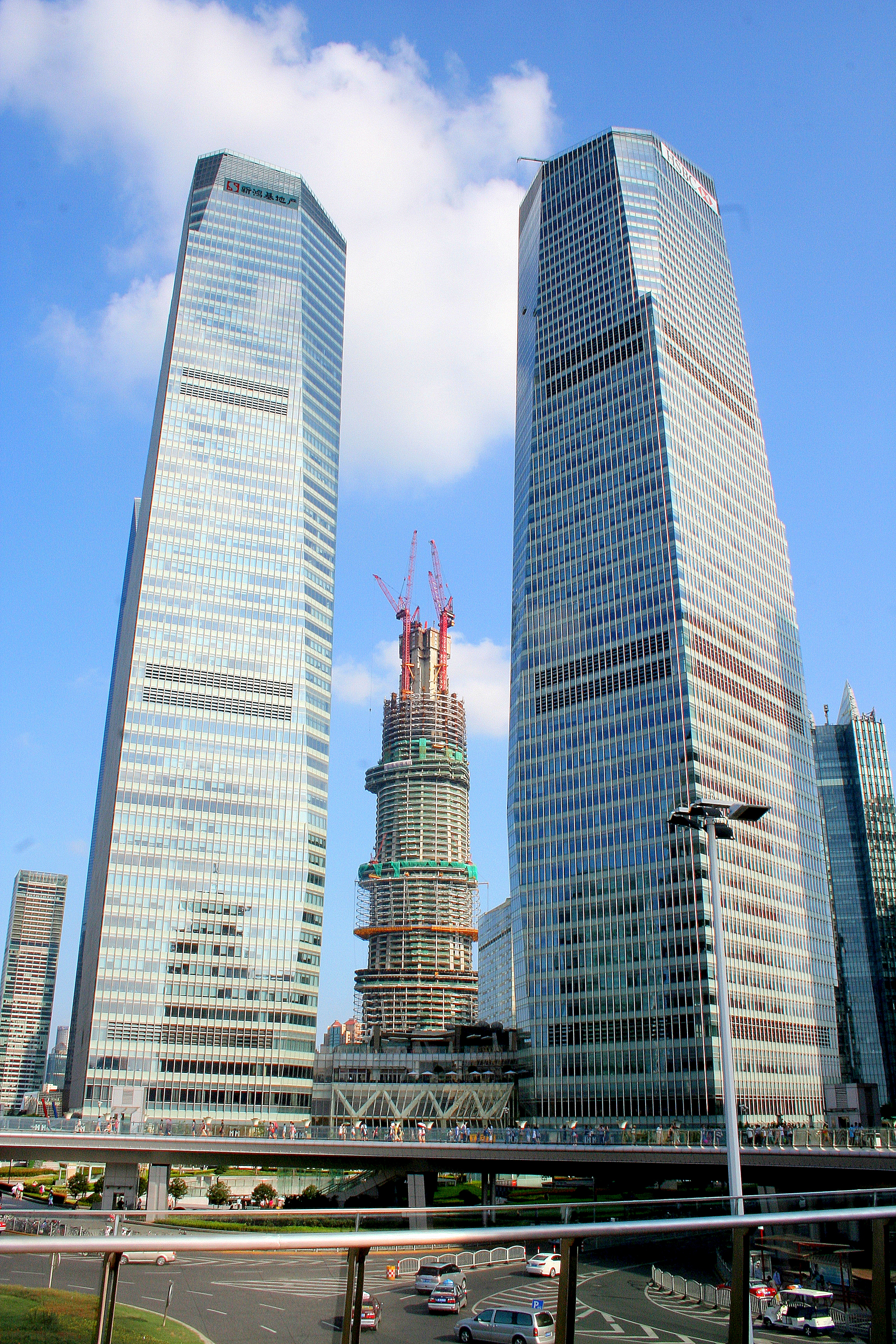
上海国际金融中心是滙豐重返上海后的中國大陸總部所在地

- 香港上海滙豐銀行－屬於滙豐集團的創立成員以及在亞太地區的旗艦銀行，也是香港最大的註冊银行，以及港幣的三大發鈔銀行之一（另外兩家是渣打銀行和中國銀行（香港））。現時香港上海滙豐銀行為滙豐集團在亞太區的總管理處，該行及各附屬公司主要在亞太區設有分店及辦事處。
- 恒生銀行－1933年恒生銀行在香港創立。1965年1月，香港爆發銀行危機。後來，經過多日商討，香港上海滙豐銀行收購恒生51%股權（其後增持至62.14%至今）。消息傳出後，風潮也告平息。
- 恒生中國－於2007年5月28日成立，為恒生銀行全資子公司，滙控並不直接持有恒生中國任何股份，但於一般文件中，仍會寫出「滙豐集團成員」。總部設於上海。
- 滙豐中國－中國改革開放之後，滙豐於1980年代重返中國，並是首間取得中國銀行牌照的外資銀行。2007年，滙豐中國正式成立，成為香港上海滙豐銀行的全資附屬公司。總部設於上海。

### 亞太區
- 越南滙豐銀行－於1870年在西貢開設第一個辦事處。2007年7月6日，香港上海滙豐銀行成功收購越南第三大銀行 - 越南科技及商業股份銀行15%的股權。目前，滙豐是越南最大外資銀行。總部位於胡志明市。
- 菲律賓滙豐銀行－於1875年11月在菲律賓馬尼拉Binondo開設第一間分行。目前菲律賓滙豐分別以香港上海滙豐銀行及其附屬公司HSBC Savings Bank經營。
- 滙豐銀行（新加坡）－香港上海滙豐銀行於1877年12月在新加坡哥烈碼頭開設第一間分行，主力提供商業、投資、私人銀行、保險及信貸服務。
- 马来西亚汇丰银行 - 香港上海滙豐銀行于1884年在槟城开设首间分行，并取得印钞的权限。后成为為首間在馬來西亞註冊成立的外資銀行。
- 韓國滙豐銀行－於1897年在濟物浦設立首個辦事處經營業務。在1984年，總部遷至首爾，之後擴展業務至仁川、大田及大邱。2013年退出當地零售銀行業務及財富管理（RBWM）業務，轉移重心至環球及資本市場（GBM）業務。
- 滙豐（台灣）商業銀行－2007年初，因母公司力霸企業集團爆發巨額虧損及負債導致爆發擠兌，經中央存款保險公司接管並標售後，於2007年12月14日確定由滙豐控股全資附屬公司香港上海滙豐銀行，以賠付金額新台幣474億8800萬元標購中華商業銀行。總部設於台北市。
- 澳洲滙豐銀行－業務源自1965年開業的HSBC Finance Company Limited，至1985年取得銀行牌照，1986年正式成立澳洲滙豐銀行。總部位於悉尼。
- 紐西蘭滙豐銀行－業務源於1995年成立的HSBC Finance Company Limited。後易名為紐西蘭滙豐銀行
- 孟加拉滙豐銀行－於1996年在孟加拉開設首家分行。
- 印度滙豐銀行－2008年，香港上海滙豐銀行購入HSBC InvestDirect的大部分股權，從而擁有覆蓋全印度的零售經紀服務網絡。

除了在以上地區設有業務之外，滙控還以香港滙豐的子公司形式運作，包括：哈薩克、澳門、印尼及汶萊。

### 中東及非洲
- 中東滙豐銀行－前稱中東英格蘭銀行，香港上海滙豐銀行於1959年收購中東英格蘭銀行，總部位於澤西島。並在阿爾及利亞、巴林、約旦、科威特、黎巴嫩、阿曼、卡塔爾、巴基斯坦及阿拉伯聯合酋長國設立分行。
- 沙特英國銀行－香港上海滙豐銀行於1959年收購中東英格蘭銀行，後來將沙特阿拉伯分行轉移至沙地英國銀行。總行位於利雅德。
- 埃及滙豐銀行－前稱Hongkong Egyptian Bank、後易名為埃及英國銀行，香港上海滙豐銀行於1982年成立，總部位於開羅。2001年4月，滙控增持股權加至94.5%。

除了在以上地區設有業務之外，滙控還於亞美尼亞、以色列、利比亞、模里西斯及南非設立分行。

### 歐洲
- 英國滙豐銀行－前稱米特蘭銀行，香港上海滙豐銀行於1987年收購米特蘭銀行14.9%股權，並於1992年由滙豐控股收購其餘股權，成為滙豐集團數一數二的大型收購事件。現時英國滙豐銀行為滙豐集團在歐洲地區的總管理處，該行及各附屬公司主要在歐洲地區設有分行及辦事處。
- HSBC Trinkaus & Burkhardt AG－前稱Trinkaus & Burkhardt KGaA，是一家在1980年被米特蘭銀行收購的德國銀行。
- 滙豐建信銀行－前稱瑞士建信銀行，於瑞士蘇黎世創立，加入滙豐集團之前為米特蘭銀行的附屬公司。
- HSBC Bank AS－1990年在土耳其創立，原本是米特蘭銀行的附屬公司。2001年，英國滙豐銀行收購Demirbank TAS，並併入HSBC Bank AS。
- 滙豐私人銀行（瑞士）有限公司－前稱利寶銀行（瑞士），於瑞士日內瓦創立，加入滙豐集團之前原本是利寶銀行集團的附屬公司。
- 馬耳他滙豐銀行有限公司－前稱Mid-Med Bank plc，於1999年由米特蘭銀行收購70.03%股權。
- 法國滙豐－前稱法國商業銀行，於巴黎創立，2000年被滙豐控股收購，滙豐控股亦同時在巴黎證券交易所上市。2020年12月，法國滙豐更名為滙豐歐洲大陸(HSBC Continental Europe)。2021年6月，滙豐歐洲大陸向美國私募股權公司博龍資產管理出售法國零售銀行業務。

### 北美
- 美國滙豐銀行－香港上海滙豐銀行於1980年收購海豐銀行51%股權，並於1987年再收購其餘股權；1999年，滙豐再收購利寶銀行集團，並且併入美國滙豐銀行。2021年5月26日美國滙豐銀行宣佈退出美國的個人和小型企業銀行業務，在美國148間分行網絡中，有90間被出售公民金融集團旗下公民銀行及國泰萬通金控(Cathay General Bancorp)的國泰銀行(Cathay Bank)，同時關閉35至40間分行，僅保留20至25個實體網絡用作國際財富中心。
- 加拿大滙豐銀行－1981年由香港上海滙豐銀行在加拿大溫哥華創立。於2024年被出售予加拿大皇家銀行。
- 美國滙豐融資－2003年，滙豐收購Household International, Inc.；2005年，滙豐再收購Metris Companies, Inc.，並且併入滙豐融資。

### 拉丁美洲
- 巴西滙豐銀行－前稱巴馬蘭特銀行，1997年，滙豐巴馬蘭特銀行成立後接管其資產、負債及附屬公司。
- 阿根廷滙豐銀行（英语：HSBC Bank Argentina SA）－1987年，羅伯士集團由米特蘭銀行購入股權，其後再撥入滙豐集團，並於1997年成為滙豐全資附屬公司；2006年，滙豐再收購Banca Nazionale del Lavoro阿根廷業務，並且併入阿根廷滙豐銀行。
- 墨西哥滙豐銀行－前稱国际银行金融集团（英语：Bital），於墨西哥城創立，2002年被滙豐控股收購。2011年首季貸款額為1,672億元（墨西哥披索），增長近15%，而截至3月底，存款達2,596億元，上揚15.3%
- 百慕達銀行有限公司－2004年被滙豐控股收購，滙豐控股亦同時在百慕達證券交易所上市。
- 巴拿馬滙豐銀行－1973年由香港上海滙豐銀行在巴拿馬巴拿馬城開設辦事處，2007年升格成為當地分公司。
- 巴拉圭滙豐銀行－原為萊斯銀行TBS巴拉圭業務已於2012年出售。
- 哥斯達黎加滙豐銀行－原為Banex，因主要股東Grupo Banistmo於2007年被滙豐完成收購而組成。

## 社會印象
滙豐銀行近年在香港關閉多間營利不佳的銀行分行，為香港偏遠和貧窮地區的居民帶來不便，引起輿論責難，但滙豐在香港仍有崇高地位。香港人購買股票時，流行以購買滙豐當成儲蓄，深信其管理層可以將公司價值不斷提高。其派息長期保持穩定，亦建立出「與民分息」的形象。前美林證券香港副總裁林森池曾指，若香港人1977年開始，每年以1萬港元購買滙豐股價，第10年開始，其股息已足夠購入1萬元股票。30年後，滙豐市值已增長80多倍，每年股息有50多萬港元。當時有市民戲言，要投資，只需學四個字——HSBC，以此反映香港人對該銀行的態度。
滙豐有投資界花名「五號仔」、「大笨象」。當「大笨象」的股價急速起飛時，外界往往視此為利好消息，或股市走勢可以熾熱的信號。投資界亦有所謂「聖誕鐘、買滙豐」的流行語，認為聖誕前夕買入滙豐，必賺無疑，惟該民間智慧近年已證實站不住腳。滙豐在2006年11月9日創出每股152港元的歷史高位，在2007年因盈利達到1490億港元，每股派息7港元，但在2008年11月的金融海嘯卻成為滙豐由盛轉衰的轉捩點，滙豐股價暴跌，次年年初又進行大規模供股，在2009年3月10日曾跌至33港元，兩年間股價蒸發過百港元，而且每股盈利因供股而攤薄，之後隨經濟復甦及貨幣寬鬆政策而高見98.25港元，但之後又反复向下，不仅於2018年卷入中美贸易战，在2019年又被捲入香港反修例风波，2020年初又受到2019冠状病毒病疫情，於2020年8月3日跌至32.95港元，比2009年3月的低位更低。然而在2020年9月22日，汇丰又因为“陷入”涉嫌包庇诈骗赃款的汇款丑闻以及2020年9月19日，中国大陆商务部表示《不可靠实体清单》已经国务院批准施行，而汇丰可能会被中国官方列为其清单中。因此汇丰股价再次暴跌，已触及25年来的最低点。

## 爭議與醜聞
雖然滙控是國際上主要及知名銀行之一，但亦不時被民眾、政府及同業批評內部監管不力及以不當方式處理事件，致使公司經常飽受困擾。

## 慈善基金
滙豐銀行慈善基金是香港的一個註冊慈善基金，由香港上海滙豐銀行於1981年注資成立，並由該行提供持續經費。

## 扶助社會企業
社聯－滙豐社會企業商務中心是香港一間匯聚各界力量創立的商務中心，為社會企業提供多元化服務，包括網羅專業人士（包括滙豐員工）為社企提供專業意見和顧問服務。該中心由滙豐銀行慈善基金撥款資助。

## 註
1. ↑  源自公司於香港股市上市時所用號碼。[18]
2. ↑  有理論指「大笨象」名源自公司市值大，或源自1980年代時公司市值爲全港最大但其股價停滯，而同期其它股票價値暴升。[19][20]

## 外部連結
- 滙豐集團 （页面存档备份，存于）
- 香港上海滙豐銀行有限公司 （页面存档备份，存于）
- HSBC France （页面存档备份，存于）